# Подол (Шонгский сельсовет)
Подол — деревня в Кичменгско-Городецком районе Вологодской области.
Входит в состав Городецкого сельского поселения, с точки зрения административно-территориального деления — в Кичменгский сельсовет.
Расстояние до районного центра Кичменгского Городка по автодороге составляет 2 км. Ближайшие населённые пункты — Замостовица, Городище, Бараново, Княжигора.
Население по данным переписи 2002 года — 102 человека (47 мужчин, 55 женщин). Всё население — русские.